# Patxi López
Francisco Javier López Álvarez, detto Patxi (Portugalete, 4 ottobre 1959), è un politico spagnolo.

## Biografia
Nato in una famiglia operaia proveniente dall'ovest della Biscaglia, fin da piccolo crebbe a contatto le idee socialiste, dato che il padre, Eduardo Lalo López, fu un dirigente della sezione basca del partito.
Intraprese gli studi in ingegneria industriale nell'università dei Paesi Baschi, senza tuttavia riuscire a terminarla anche a causa del suo ingresso in politica.
Entrò nella Juventudes Socialistas de Euskadi nel 1975, venendo eletto segretario generale nel 1985, ruolo che occupò fino al 1988.
Nel 1987 venne eletto deputato presso il Congresso spagnolo diventando il secondo deputato più giovane dopo José Luis Rodríguez Zapatero, occupando la poltrona fino alla fine della legislatura, nel 1989.
Scalò rapidamente le gerarchie del Partito Socialista dei Paesi Baschi-Euskadiko Ezkerra (PSE-EE): nel 1991 ricoprì ruoli organizzativi, nel 1995 venne incluso nella segreteria della sezione biscaglina e nell'ottobre 1997 venne eletto segretario generale di Biscaglia, ricevendo un secondo mandato nel 2000; il 23 marzo 2002 divenne segretario generale del partito.
Attualmente fa parte del Comitato Federale del PSOE e dal 1991 è deputato nel Parlamento Basco, nel quale fu presidente del gruppo parlamentare "Socialistas Vascos - Euskal Sozialistak" fino al 2009.
Nell'ottobre 2007, unitamente al Lehendakari Juan José Ibarretxe ed al dirigente socialista Rodolfo Ares, gli fu notificato un procedimento giudiziario dal Tribunale Superiore di Giustizia dei Paesi Baschi, nel quale veniva accusato di aver partecipato, il 6 luglio 2006, ad una riunione con elementi del partito illegale Batasuna. causa archiviata l'11 gennaio 2009.

### Lehendakari
Durante le elezioni al Parlamento basco svoltesi il 1º marzo 2009, il PSE-EE ottenne 25 seggi, secondo soltanto all'EAJ-PNV. Tuttavia, grazie ad un accordo stipulato il 25 marzo con il Partito Popolare, la terza forza politica nelle elezioni, riuscì a costituire una maggioranza che escluse, per la prima volta in assoluto, l'EAJ-PNV dal governo basco.
Il 5 maggio, Patxi López fu quindi investito lehendakari', con il voto di PSE-EE, PP e UPyD, e due giorni più tardi giurò sotto l'Albero di Guernica utilizzando una formula differente da quella recitata dai suoi predecessori.
Il giuramento venne recitato sia in spagnolo che in euskera.